# Kendall Ryan
Pour les articles homonymes, voir Ryan.
Kendall Ryan, née le 10 août 1992 à Thousand Oaks, est une coureuse cycliste américaine membre de l'équipe Tibco-SVB. Elle est la sœur d'Alexis. C'est une sprinteuse.

## Biographie
En 2018, au Tour de Californie, elle remporte la première étape au sprint,.

## Palmarès sur route

### Par années
- 2009
  - 1re étape du Tour de Murrieta
  - 3e du Tour de Murrieta
  - 3e du championnat des États-Unis du contre-la-montre juniors
- 2010
  - 3e du championnat des États-Unis sur route juniors
  - 3e du championnat des États-Unis du contre-la-montre juniors
  - 3e de la Nevada City Classic
- 2012
  - 2e de la Clarendon Cup
- 2014
  - 2e de la Crystal Cup
  - 2e de la Clarendon Cup
- 2015
  -  Championne des États-Unis du critérium
  - 2e de la Crystal Cup
  - 2e de la Harlem Skyscraper Classic
  - 3e du Dana Point Grand Prix
- 2016
  - 2e de la Clarendon Cup
  - 3e de la Crystal Cup
- 2017
  - 3e étape de la Valley of the Sun Stage Race
  - 1re étape du Tour de Murrieta
  - Dana Point Grand Prix
  - White Spot Delta Road Race
  - Gastown Grand Prix
  - Gateway Cup :
    - Classement général
    - 1re étape

  - 2e de la Clarendon Cup
  - 3e du Sunny King Criterium
  - 3e du Grand Prix cycliste de Gatineau
- 2018
  - 3e étape de la Valley of the Sun Stage Race
  - 1re étape du Tour de Californie
  - White Spot Delta Road Race
  - Gastown Grand Prix
  - 2e de la Clarendon Cup
- 2019
  - Crystal Cup
  - Clarendon Cup
  - Gastown Grand Prix
- 2021
  -  Championne des États-Unis du critérium
  - Crystal Cup
  - 2e étape du Tulsa Tough
  - 2e de la Clarendon Cup
- 2022
  - Crystal Cup
  - Clarendon Cup
- 2023
  - Gastown Grand Prix
  - 2e du Sunny King Criterium
  - 2e de la Clarendon Cup
  - 2e de la Crystal Cup
- 2024
  - Sunny King Criterium
  - 1re et 2e étapes du Tulsa Tough
  - Harlem Skyscraper Classic
  - Manhattan Beach Grand Prix
  - 2e de la Clarendon Cup
  - 2e du Tulsa Tough
- 2025
  - Manhattan Beach Grand Prix
  - 2e de la Clarendon Cup
  - 3e de l'Athens Twilight Criterium

### Classements mondiaux
| Année                                 | 2015 | 2016 | 2017 | 2018 | 2019 |
| ------------------------------------- | ---- | ---- | ---- | ---- | ---- |
| Classement UCI                        | 159e | 305e | 81e  | 168e | 736e |
| UCI World Tour                        |      | nc   | 101e | 102e | 207e |
|                                       |      |      |      |      |      |
| Légende : nc = non classéSource : UCI |      |      |      |      |      |

## Palmarès sur piste

### Coupe du monde
- 2019-2020
  - 3e de l'américaine à Brisbane

### Championnats panaméricains
- Cochabamba 2019
  -  Championne panaméricaine de l'américaine (avec Jennifer Valente)
  -  Médaillée d'argent de la poursuite par équipes